# Tere Badia
Tere Badia (Mèxic, 1964) és una gestora cultural catalano-mexicana establerta a Barcelona. Llicenciada en Història de l'Art per la Universitat de Barcelona i màster en Societat de la Informació i el Coneixement per l'IN3 (Internet Interdisciplinary Institute) de la UOC. Es dedica a la recerca i a la producció cultural en diversos formats.
Treballa especialment en l'àmbit de la teoria i gestió de polítiques culturals, la teoria de xarxes, la innovació i les arts. De manera independent, assessora xarxes i col·lectius artístics en processos organitzatius. Ha dut a terme diversos estudis analítics i manuals de col·laboració en l'àmbit de la cultura i de la R+D+i per a les arts visuals. Va treballar cinc anys en el sector de la comunicació multimèdia a Karlsruhe (Alemanya). Ha comissariat exposicions i projectes d'art contemporani i nous mitjans. És professora d'Ètica de la Comunicació a l'Escola Universitària IDEP de Barcelona. Ha coordinat la plataforma DISSONÀNCIES a Catalunya per al foment de les relacions entre artistes i departaments de recerca d'empreses i organitzacions, i també la Xarxa d'espais de producció d'arts visuals de Catalunya. Ha sigut directora d'Hangar, centre de producció d'arts visuals a Barcelona.